# Gukjesijang
Gukjesijang (국제시장?), noto anche con il titolo internazionale Ode to My Father, è un film del 2014 diretto da Yoon Je-kyoon.

## Trama
Durante la guerra di Corea, il giovane Yoon Deok-soo vive una vita di stenti; trasferitosi in Europa per necessità economiche, conosce la giovane infermiera Young-ja, che poi decide di sposare.